# Petofono

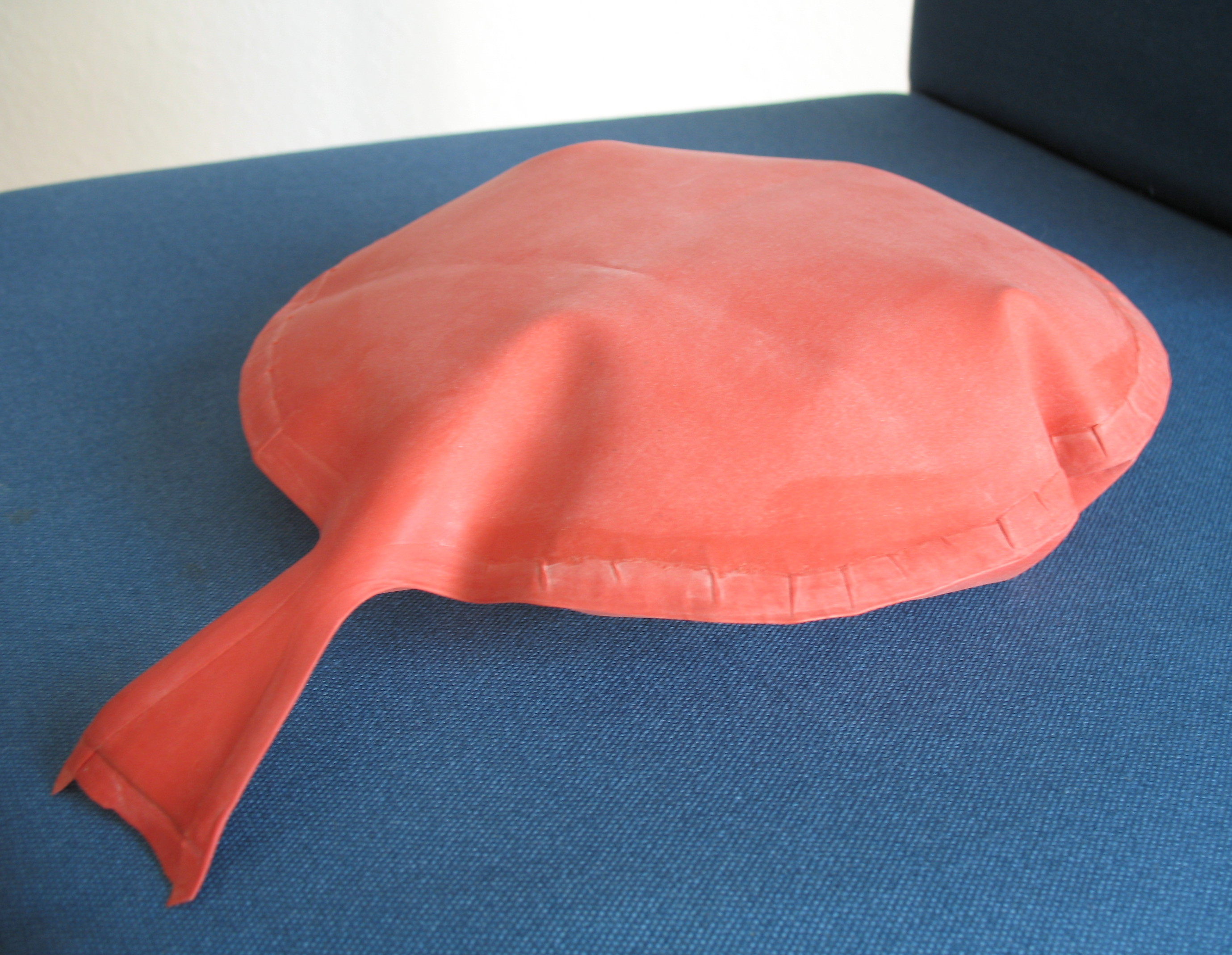
Un moderno petofono di gomma

Un petofono, anche detto cuscino scoreggione o cuscinetto scoreggione, è un giocattolo gonfiabile che, se premuto, riproduce un suono simile a quello delle flatulenze.

## Storia
Il petofono avrebbe antecedenti sin dall'antichità. Infatti, durante le cene, il giovane imperatore romano Eliogabalo nascondeva un cuscinetto rumoroso sotto le sedie degli ospiti più altezzosi scatenando le risate dei presenti. Tuttavia, il petofono come è oggi conosciuto fu ideato negli anni venti da alcuni dipendenti della JEM Rubber Co. di Toronto (Canada) che crearono il giocattolo utilizzando degli scarti di fogli di gomma. Il proprietario dell'azienda mostrò il petofono a Samuel Sorenson Adams, inventore di vari gadget per fare scherzi e proprietario della S.S. Adams Co. ma quest'ultimo si rifiutò di promuovere tale strumento in quanto lo riteneva "troppo volgare" e sostenendo che non avrebbe avuto alcun successo. L'invenzione fu successivamente mostrata alla Johnson Smith Company che vendette i petofoni con grande successo. La S.S. Adams Co. deciderà in seguito di lanciare in commercio la sua linea di cuscinetti "Razzberry Cushion".

## Caratteristiche
Il petofono è un sacchetto gonfio d'aria e composto da due fogli di gomma incollati ai bordi. Ai lati del cuscino vi è una piccola apertura che consente all'aria di entrare e uscire dallo strumento. Alcuni cuscini si gonfiano automaticamente mentre altri vanno gonfiati soffiando al loro interno. Il petofono va solitamente posto su una sedia e ogniqualvolta qualcuno vi si siede sopra, l'aria contenuta nel sacchetto fuoriesce emettendo un caratteristico suono che ricorda una pernacchia. Essendo fatti di gomma, questi cuscinetti possono rompersi o forarsi facilmente, pertanto è necessario prestare attenzione quando li si utilizza.